# Абрам Моларський
Абрам Моларський (англ. Abram Molarsky; 25 вересня 1880 — 4 травня 1955) — американський художник-імпресіоніст і постімпресіоніст, відомий переважно як пейзажист і колорист. Його роботи характеризуються насиченими відтінками та сильним, фактурним малюнком.
Народився в єврейській родині поблизу Києва, Російська імперія (нині Україна), емігрував з родиною до Сполучених Штатів у 1887 р. У 1889 р. почав вивчати живопис у Пенсільванський академії витончених мистецтв у Філадельфії. Серед його вчителів були Вільям Мерріт Чейз, Томас Аншуц та Сесілія Бо. Абрам Моларський та його молодший брат Моріс Моларський, який також був студентом Пенсильванської академії, поїхали до Парижа, щоб продовжити своє художнє навчання. Моріс приїхав у 1904 році, а Абрам у 1905 році. У 1906 році Абрам повернувся до Філадельфії, де у 1908 році одружився з художницею Сарою Енн Шрів.
У 1913 році Моларський провів свою першу персональну виставку в галереї Doll & Richards у Бостоні, де він оселився разом із дружиною. «Колорит Моларського делікатний, вишуканий і гармонійний», — писав критик Вільям Хоу Даунс, автор книг про американських художників Вінслоу Гомера та Джона Сінгера Сарджента. Після п'яти років у Бостоні родина переїхала до Натлі, штат Нью-Джерсі, де Моларський провів решту свого життя. Багато з його пейзажів — це сцени місцевих парків, лісів і полів поблизу Натлі, де вони з дружиною часто працювали на пленерах. Влітку вони часто малювали в Провінстауні, Глостері та Рокпорті, штат Массачусетс. У 1922 році дописувач газети «The Boston Evening Transcript» відвідав літню студію Моларського у Глостері і написав, що картини мали «багату та напівпрозору патину кольорів». Він описав один із пейзажів: «Чудова для почуттів маленька сцена з боліт з видом на гавань, з її свіжими нотами кольору, польотом зелені, м'якою далечінню і хмарами, що плинуть».
Протягом своєї кар'єри Моларський виставлявся в багатьох галереях і музеях, серед яких Пенсільванська академія витончених мистецтв, Галерея мистецтв Коркоран, Національна академія дизайну, Чиказький художній інститут, Монтклерський художній музей і Музей Ньюарка. У Нью-Йорку він був представлений галереєю Milch Gallery. Окрім власної творчості, Моларський багато років викладав пленерний живопис, акварель і пастель студентам у Натлі.

## Роботи

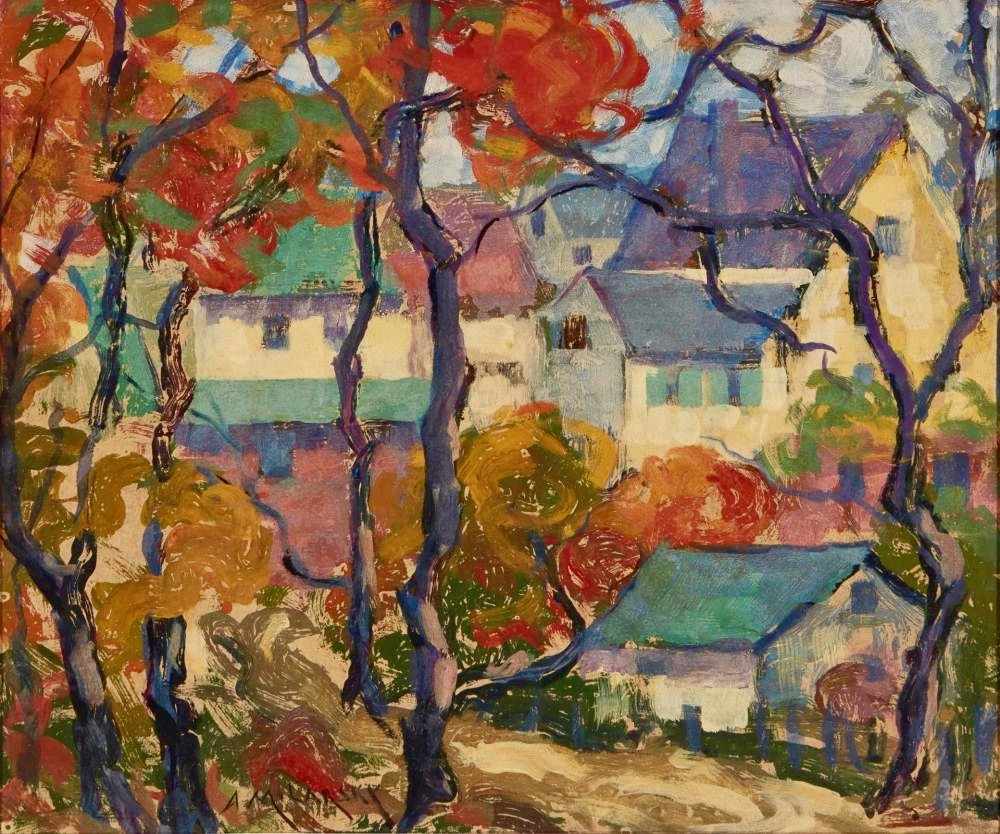
«Експресіоністський пейзаж» (Музей Натлі, Нью-Джерсі)
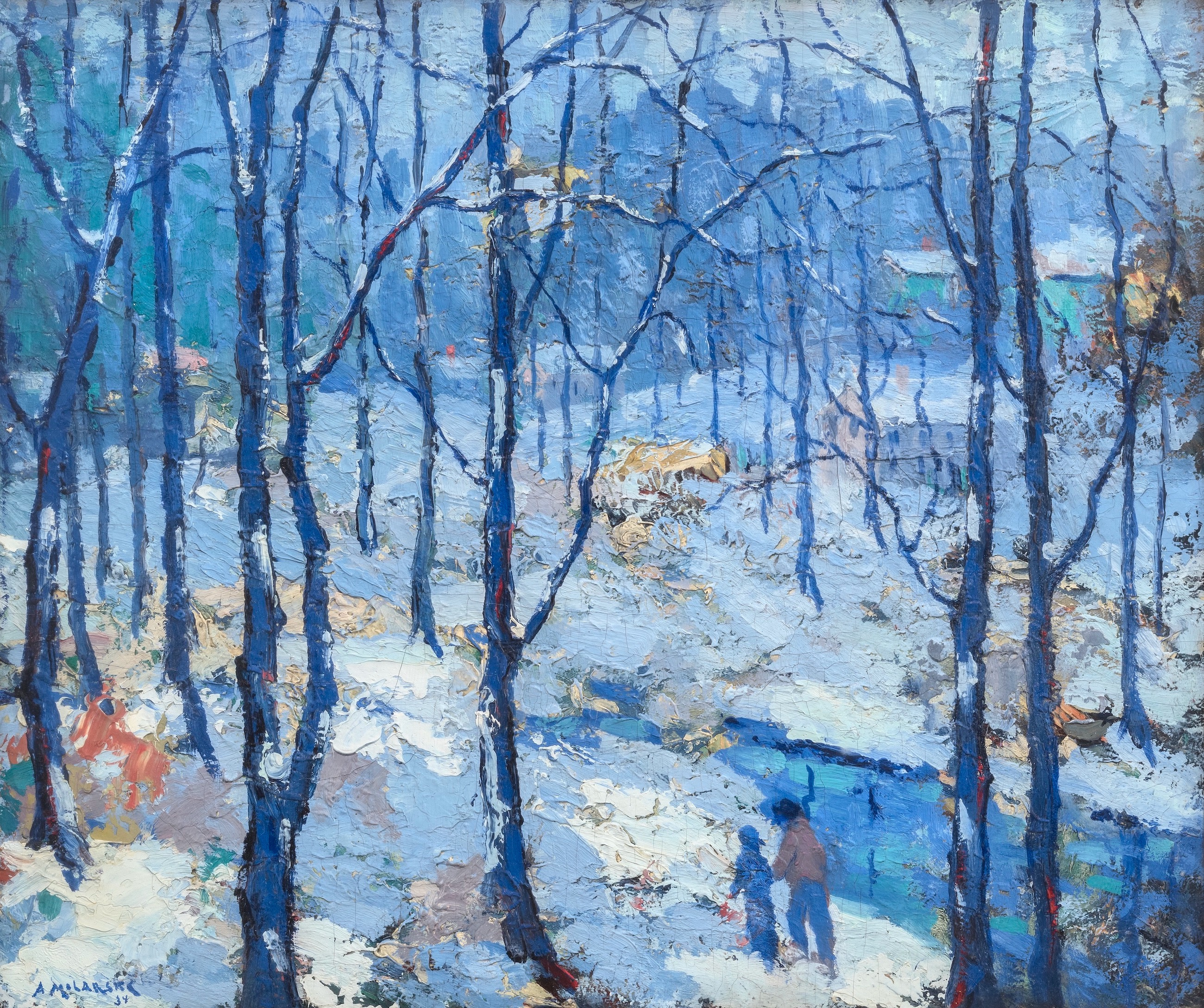
«Парк у снігу», 1934 (Приватна колекція)
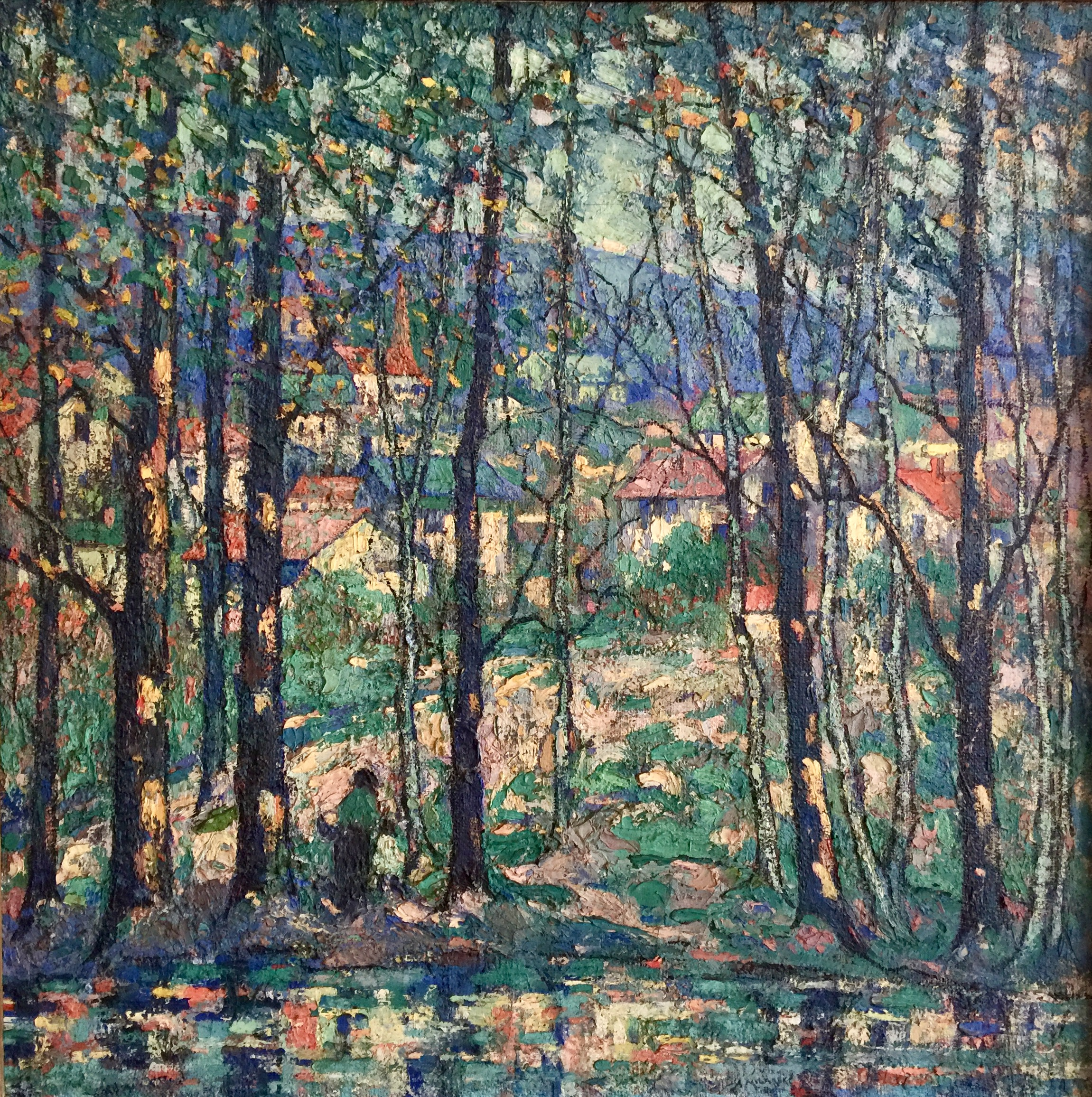
«Село крізь дерева» (Приватна колекція)
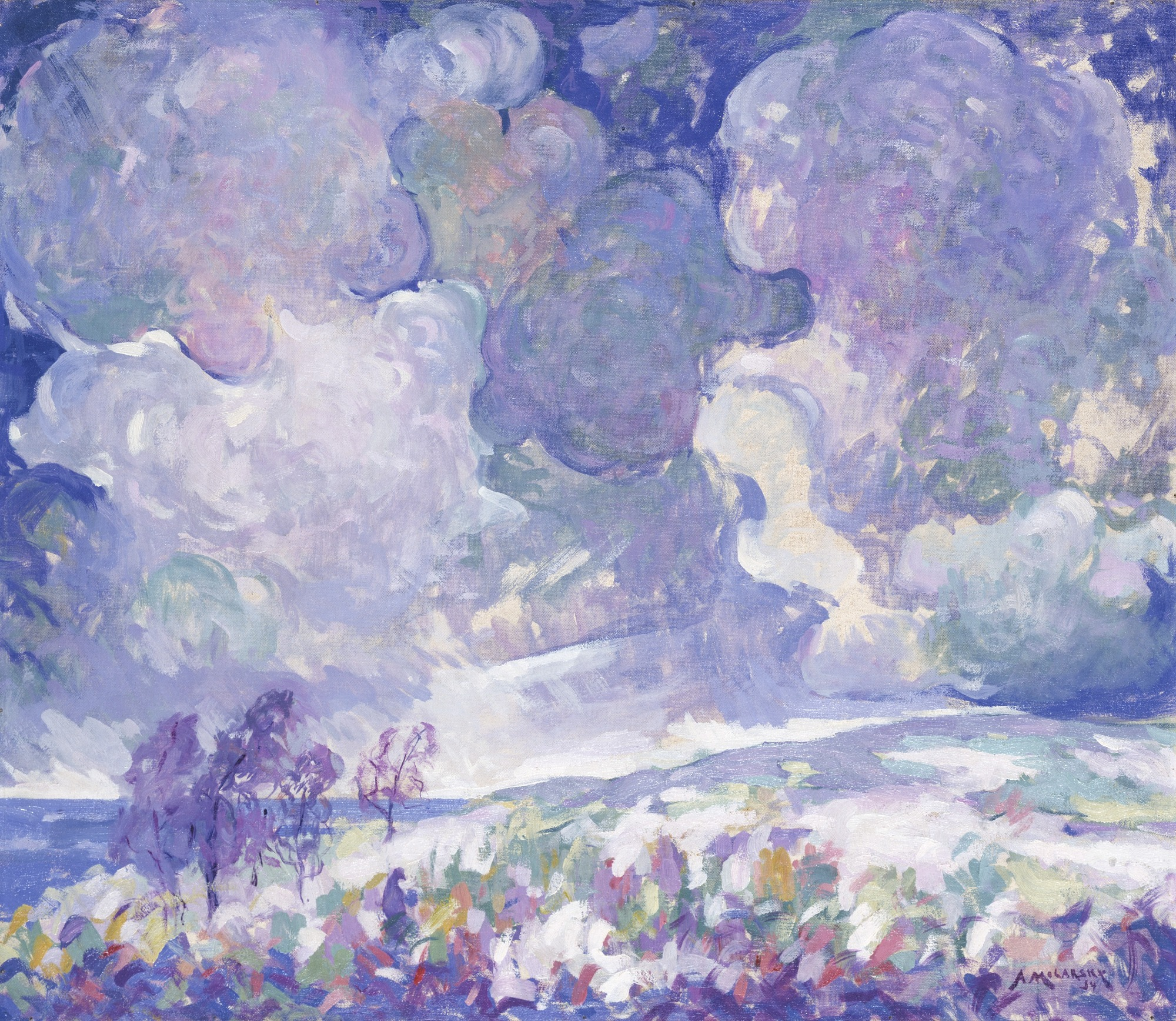
«Буревій», 1934
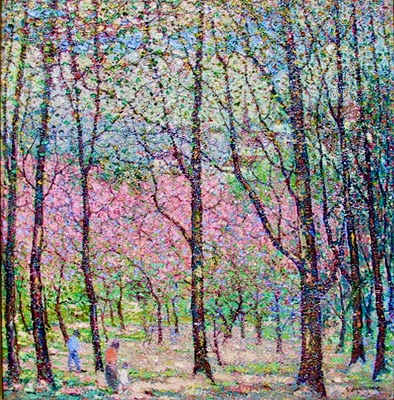
«Персиковий сад», 1920 (Приватна колекція)